# Stora Stångsvatten
Stora Stångsvatten eller Stångevattnen (västra) är en sjö i Kungälvs kommun i Bohuslän och ingår i Göta älv-Bäveåns kustområde. Stora Stångsvatten ligger i Svartedalen Natura 2000-område, och Svartedalens naturreservat. Sjön är 4,5 meter djup, har en yta på 0,0167 kvadratkilometer och befinner sig 85 meter över havet.